# Valentín Roca Carbonell
Valentín Roca Carbonell (1863-1937) fue un arquitecto español, activo a fines del siglo XIX y durante el primer tercio del siglo XX, cuyo estilo osciló entre tendencias clasicistas iniciales y posteriores influencias más eclécticas, modernistas y neomudéjares. Destacan en Madrid, entre otras, obras como el edificio de la Duquesa de Fernán Núñez, de 1911, diversos edificios de viviendas y su participación en la colonia Madrid Moderno, de 1905 en adelante. En El Escorial, como muestra neomudéjar, la Casa Miñana.